# Maitland (Missouri)
Maitland é uma cidade localizada no estado americano de Missouri, no Condado de Holt.

## Demografia
Segundo o censo americano de 2000, a sua população era de 342 habitantes.
Em 2006, foi estimada uma população de 309, um decréscimo de 33 (-9.6%).

## Geografia
De acordo com o United States Census Bureau tem uma área de
0,8 km², dos quais 0,8 km² cobertos por terra e 0,0 km² cobertos por água. Maitland localiza-se a aproximadamente 303 m acima do nível do mar.

## Localidades na vizinhança
O diagrama seguinte representa as localidades num raio de 24 km ao redor de Maitland.